# Stadtmauerrest Oberstraße

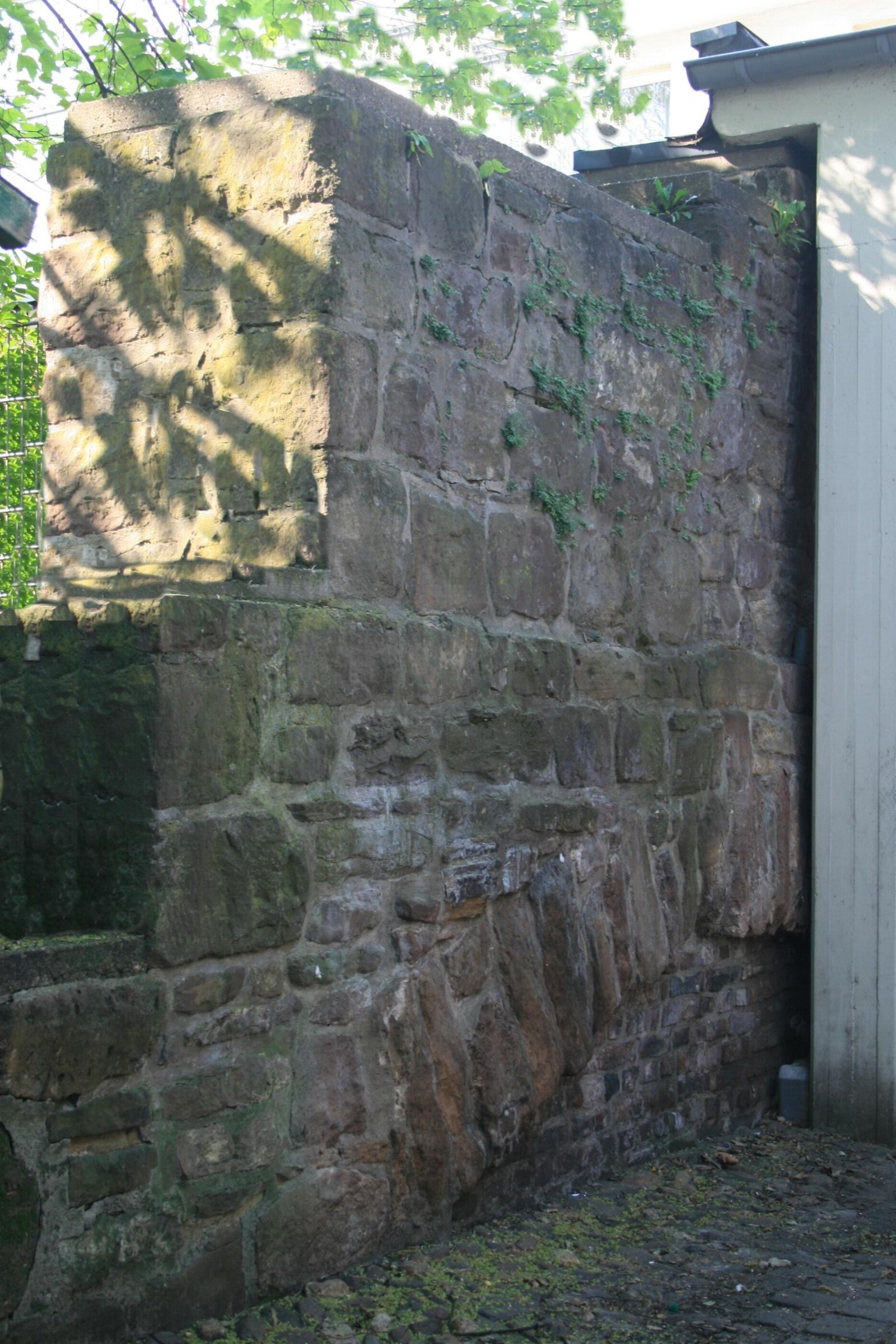
Stadtmauerrest Oberstraße, Düren

Der Stadtmauerrest Oberstraße ist ein Rest der Stadtbefestigung von Düren in Nordrhein-Westfalen. 
Der Rest der Dürener Stadtmauer datiert im Ursprung aus dem 13. Jahrhundert. Er ist aus Bruchsteinen gemauert und ca. 20 m lang. Er liegt in der Oberstraße versteckt hinter Wohn- und Geschäftshäusern. 
Das Bauwerk ist unter Nr. 1/034 in die Denkmalliste der Stadt Düren eingetragen.